# Varujan Vosganian
Varujan Vosganian (n. Craiova; 25 de julio de 1958) es un economista, político y escritor rumano. Es presidente de la Unión Armenia de Rumanía desde su creación en 1990 y vicepresidente de la Unión de Escritores de Rumanía desde 2005 .

## Biografía
Vosganian nació el 25 de julio de 1958, en la ciudad de Craiova, en una familia de etnia armenia. 
Se licenció en Comercio por la Academia de Estudios Económicos y la Facultad de Matemáticas de la Universidad de Bucarest (1991). En 1998 obtuvo un doctorado en Economía de la Academia de Estudios Económicos de Bucarest.
En 1990, se convirtió en miembro del Consejo Provisional de Unidad Nacional (PCNU). En el mismo año, fundó la Unión de Armenios de Rumania, cuyo presidente es hoy en día. 
Representó a la minoría armenia en el Parlamento de Rumania como miembro del Parlamento en el segundo mandato (1990-1992 y 1992-1996), en calidad de tales funciones como líder del Grupo Parlamentario de las Minorías Nacionales (octubre de 1992-diciembre de 1995), miembro de las minorías nacionales (el 1993), Estado de la Comisión Económica, la Comisión de Derechos Humanos, los cultos y las minorías nacionales (1990-1992), miembro de la Comisión de Política Económica de Reforma y Privatización en el Comité Especial encargado de asesorar a la propuesta legislativa sobre las minorías nacionales y las comunidades autónomas ( 1992-1996).
Fundó el Partido Alternativa rumano (PAR), junto con Adrian Iorgulescu y Ulici Lawrence, poco antes de las elecciones parlamentarias en 1996 y se convirtió en su presidente (1996-1999). 
Fue elegido senador en la legislatura 1996-2000 y en la legislatura 2004-2008). En este cargo, se desempeñó como presidente del Presupuesto, Finanzas, Banca y Mercado de Capitales del Senado (diciembre de 1996-octubre de 1998, diciembre de 2004 - diciembre de 2006), Comité Estatal de Trabajo y Previsión Social (diciembre de 2006 - febrero de 2007) y la Comisión Económica, Industria y Servicios (febrero de 2007), y miembro de la Delegación en el Consejo de Europa Asamblea Parlamentaria (diciembre de 2004 - 1 de marzo de 2007).
El 12 de diciembre de 2006, Vosganian fue nombrado ministro de Economía y Comercio del Gobierno Tariceanu, y después de la reestructuración del gobierno  del 5 de abril de 2007, se hizo cargo de la cartera de Ministro de Economía y Finanzas (mediante la fusión con la cartera de economía y finanzas).

## Otras actividades
Es profesor asociado en la Facultad de Relaciones Internacionales, Academia de Estudios Económicos, vicepresidente de la Unión de Escritores de Rumanía (2005), miembro fundador de la Sociedad Rumana Económico (SOREC), miembro de los expertos internacionales con el Centro Europeo de Estudios Políticos Con sede en Bruselas (1992-1995), miembro honorario del Consejo Científico del Instituto Nacional de Previsión Económica e Investigador Sénior del Instituto Nacional de Economía.
Fue invitado a la reunión anual de "El futuro de Europa Fiduciario Políticas de la Juventud Liberal Club, en Londres (1992, 1993), asistió a la Reunión Internacional de Expertos del Centro Europeo de Estudios Políticos en Bruselas (1993, 1994, 1995), ha sido invitado por Gobierno de Estados Unidos en el marco del "Visitantes Internacionales" e invitó a las reuniones internacionales organizadas por las Naciones Unidas, la Organización para la Seguridad y la Cooperación en Europa , la Unión Europea, Banco Europeo de Reconstrucción y Desarrollo.

## Premios
Vosganian ha recibido varios premios por méritos diversos, tales como:
- Premio a la Mejor Ensayo del Año por el libro de "Estatua del comandante", la Unión de Escritores de Bucarest '(1994)
- Premio a la contribución al desarrollo en Rumanía Mercado de Capitales, Mercado de Capitales Oscar (2005)
- Premio Especial para apoyar el desarrollo de Mercado de Capitales en Rumania, Sibiu Bolsa (2005)
- Premio de la Academia por su contribución al desarrollo de la ciencia y la cultura rumana (2006)
- Premio Internacional de Poesía "Nichita Stanescu", Chisináu (2006)
- Doctor honoris causa de la Universidad "Goldis Vasile" Arad (2006)
- Doctor honoris causa de la Universidad Leibniz "en Milán (2006)

## Publicaciones

### Economía
- Jurnalul de front: articole economice, București, Editura Staff, 1994;
- Contradicțiile tranziției la o economie de piață, București, Expert, 1994;
- Reforma piețelor financiare din România Iași, Editura Polirom, 1999.

### Literatura
- Șamanul Albastru București, Ed. Ararat, 1994 - poesía;
- Statuia Comandorului București, Ed. Ararat,1994 - proză, Premio Asociación de Escritores de Bucarest.
- Ochiul alb al reginei București, Ed. Cartea Românească, Chicago, 2002 - poesía.
- Iisus cu o mie de brațe Cluj-Napoca, Ed. Dacia, 2004 - poesía.
- Cartea șoaptelor (Editura Polirom, Iași, 2009)

### Política
- Dialoguri cu Varujan Vosganian Cluj-Napoca, Ed. Dacia, 2000)
- Dreapta Românească. Tradiție și Modernitate (Ed. Nemira, 2001)

### Traducciones al español
- El libro de los susurros (Tit. original: Cartea șoaptelor) editorial Pre-Textos, Traductor Joaquín Garrigós, 2010.

Vosganian también es autor de más de 500 artículos de economía, política y la literatura, sus estudios y ensayos han sido traducidos al Inglés, al español, al ruso, al ucraniano y al armenio.